# Saintes Dents
On a appelé Saintes Dents, à différentes époques, des reliques qui passaient pour être des dents de lait de Jésus de Nazareth. 
À certaines époques où fleurissait le culte des reliques les plus étonnantes, des églises ont prétendu détenir ce souvenir de l'Enfant Jésus, comme d'autres du même genre : Saint Nombril, Saint Prépuce...

## Contexte théologique et historique
Comme tous les enfants, Jésus a perdu à un certain âge ses dents de lait. L'idée que ces dents de lait aient été conservées, et que de plus elles se soient transmises à travers les âges n'a aucun caractère de vraisemblance historique. Cependant il s'est trouvé au cours des siècles plusieurs églises qui ont pensé détenir l'une de ces dents. 
Il est intéressant de constater qu'il s'est trouvé dès le XIe siècle un auteur catholique, Guibert de Nogent, pour s'élever contre le culte ou plutôt contre la vénération d'une telle relique, que prétendaient détenir les moines de Saint-Médard de Soissons. Dans son traité De sanctis et eorum pigneribus (« Au sujet des Saints et de leurs reliques »), il s'élève contre le culte des reliques, et spécialement contre celles qui prétendent être constituées de restes de Jésus-Christ. Voici ses trois arguments principaux : 1) tout d'abord, il n'est pas vraisemblable que cette dent ait pu parvenir jusqu'à nous; 2) par ailleurs, Jésus n'a pu voir tomber ses dents de lait, car Guibert considère (à tort) ce phénomène comme pathologique, dont le fils de Dieu a été préservé comme des autres maladies qui ne sont que des conséquences du péché originel; cela supposerait donc que le corps de Jésus ressuscité n'ait pas été intégralement reconstitué, ce qui est un blasphème ; 3) quel besoin surtout aurait le vrai croyant de la présence d'un tel reste matériel de Jésus, alors qu'il jouit de sa pleine et entière présence dans l'eucharistie ?
Il s'agit là évidemment d'un épiphénomène, critiqué dès le départ au sein même du catholicisme, et qu'on retrouve au sein de différentes religions, telles que l'islam (avec ses dents de Mahomet) et le bouddhisme (et ses dents de Bouddha).

## Localisations
- Sainte Dent de l’abbaye Saint-Médard de Soissons, mentionnée au XIe siècle par Guibert de Nogent (1055-1125) dans son traité De Pignoribus sanctorum (« Au sujet des reliques ») (écrit entre 1116 et 1119).

- Sainte Dent de la chapelle du parc du Bois de Vincennes, qui avait été fondée par saint Louis, pour y conserver des reliques, achetées à grand frais par ce prince et ses prédécesseurs. On y voyait une dent de lait de l'enfant Jésus, et une goutte du sang de Jésus-Christ, répandue sur le Calvaire. »[1], mentionnée au XVIIe siècle par le polémiste protestant Pierre Du Moulin (1568-1658)[2].

- Sainte Dent de la chapelle du château de Versailles, encore mentionnée par un inventaire en date du 4 mai 1792[3].

- Sainte Dent de l'église de la Madeleine de Noyon dans le département de l'Oise, mentionnée en 1783 par le marquis d’Argenson, comme ayant inspiré plusieurs savantes dissertations[4].

## Autres reliques de Jésus
- Mandylion
- Pierre de l'Onction
- Présents des Rois mages
- Sacro Catino
- Saint Calice
- Sainte Coiffe
- Sainte Couronne
- Sainte Épine
- Sainte Eponge
- Sainte Face
- Sainte Lance
- Saintes Larmes
- Sainte Tunique
- Saint Mors
- Saint Ombilic
- Saint Pagne
- Saint Prépuce
- Saint Sang
- Saints Clous
- Saint Suaire
- Sandales du Christ
- Suaire de Turin
- Suaire d'Oviedo
- Titulus Crucis
- Voile de Manoppello
- Voile de Véronique
- Vraie Croix